# 1085

## Události
- kníže Vratislav II. byl jakožto Vratislav I. korunován prvním českým králem a zároveň také ustanoven králem polským (jen titulárně)
- Kastilci dobyli muslimské Toledo

## Narození
- ? – Boleslav III. Křivoústý, polský kníže, který znovusjednotil stát († 28. října 1138)
- ? – David I. Skotský, král skotský († 23. května 1153)
- ? – Alžběta z Vermandois, anglický šlechtična a hraběnka z Leicesteru († 13. února 1131)
- ? – Ota II. Olomoucký, kníže olomouckého údělu a brněnského údělu, syn Oty I. Olomouckého a Eufemie Uherské († 18. února 1126)
- ? – Zengí, guvernér v Mosulu († 14. září 1146)
- ? – Čang Ce-tuan, čínský malíř († 1145)

## Úmrtí
- 1. dubna – Šen-cung (Sung), čínský císař (* 25. května 1048)
- 25. května – Řehoř VII., papež (* ?)
- 17. července – Robert Guiscard, normanský válečník a dobrodruh, který dobyl poslední jihoitalské državy Byzantské říše (* 1015)
- 25. listopadu – Jan I., olomoucký biskup (* ?)

## Hlava státu
- České království – Vratislav II.
- Svatá říše římská – Jindřich IV. – Heřman Lucemburský vzdorokrál
- Papež – Řehoř VII.
- Anglické království – Vilém I. Dobyvatel
- Francouzské království – Filip I.
- Polské knížectví – Vladislav I. Herman
- Uherské království – Ladislav I.
- Byzantská říše – Alexios I. Komnenos